# Sitonia
Sitonia (griego: Σιθωνία) es un municipio de la República Helénica perteneciente a la unidad periférica de Calcídica de la periferia de Macedonia Central. Su capital es la villa de Nikiti.
El municipio se formó en 2011 mediante la fusión de los antiguos municipios de Sitonia y Torone, que pasaron a ser unidades municipales. El municipio tiene un área de 516,8 km², de los cuales 322,9 pertenecen a la unidad municipal de Sitonia.
En 2011 el municipio tiene 12 394 habitantes, de los cuales 8841 viven en la unidad municipal de Sitonia.
Sitonia es también el nombre de la subpenínsula central de las tres que sobresalen de la península Calcídica, ubicada entre las de Palene, al oeste y la de Acte o Monte Athos, al este.